# Krempna (gemeente)
De gemeente Krempna is een landgemeente in het Poolse woiwodschap Subkarpaten, in powiat Jasielski. De zetel van de gemeente is in Krempna. Op 30 juni 2004 telde de gemeente 1976 inwoners.
De gemeente ligt aan het Nationaal park Magura.

## Oppervlakte gegevens
In 2002 bedroeg de totale oppervlakte van gemeente Krempna 203,58 km², waarvan:
- agrarisch gebied: 25%
- bossen: 72%

De gemeente beslaat 24,52% van de totale oppervlakte van de powiat.

## Demografie
Stand op 30 juni 2004:
| Omschrijving                   | Totaal | Totaal | Vrouwen | Vrouwen | Mannen | Mannen |
| ------------------------------ | ------ | ------ | ------- | ------- | ------ | ------ |
| eenheid                        | aantal | %      | aantal  | %       | aantal | %      |
| inwoners                       | 1976   | 100    | 942     | 47,7    | 1034   | 52,3   |
| bevolkingsdichtheid (inw./km²) | 9,7    | 9,7    | 4,6     | 4,6     | 5,1    | 5,1    |

In 2002 bedroeg het gemiddelde inkomen per inwoner 1934,86 zł.

## Plaatsen
Grab, Kotań, Krempna, Myscowa, Ożenna, Polany, Świątkowa Mała, Świątkowa Wielka, Wyszowatka, Żydowskie, Świerzowa Ruska, Huta Polańska, Huta Krempska, Rozstajne, Ciechania, Wrzosowa Polana.

## Aangrenzende gemeenten
Dukla, Nowy Żmigród, Osiek Jasielski, Sękowa.
De gemeente grenst aan Slowakije.